# U-Boot Tipo XVII
L'U-Boot Tipo XVII fu un tipo di sommergibile atlantico tedesco della classe U-Boot, attivo nella seconda guerra mondiale. Non fu utilizzato come sommergibile da guerra ma fu creato soltanto per scopi di ricerca.

## Caratteristiche tecniche
L'U-Boot Tipo XVII era costituito da uno scafo idrodinamico, che sfruttava il sistema di propulsione Walter, ossia utilizzava il perossido d'idrogeno per l'alimentazione delle turbine, era suddiviso in tre compartimenti stagni. Inoltre a prua erano presenti due tubi lanciasiluri.

## Storia
Nei primi anni 1930 Hellmuth Walter aveva progettato un piccolo sottomarino di prova ad alta velocità con una forma snella alimentato a perossido e nel 1939 si aggiudicò un contratto per la costruzione di una nave sperimentale, di 80 tonnellate V -80, che ha raggiunse una velocità subacquea di 28,1 nodi durante gli studi nel 1940. Nel novembre 1940 gli ammiragli Erich Raeder e Werner Fuchs capo del dipartimento sviluppo della Kriegsmarine assisterono ad una dimostrazione del V -80; Raeder ne fu colpito ma Fuchs fu riluttante ad provare ulteriori test.
Dopo il successo delle prove V- 80, Walter contattò Karl Dönitz nel gennaio 1942, che accolse con entusiasmo l'idea e chiese che questi sottomarini fossero sviluppati il più rapidamente possibile. Un ordine iniziale venne piazzato nell'estate 1942 per quattro sottomarini Tipo XVIIA.

## Tipologie
Esistono due modelli di U-Boot Tipo XVII: la classe di U-Boot Tipo XVII A e la classe di U-Boot Tipo XVII B. Entrambi furono creati per scopi di ricerca. In totale furono costruiti 7 esemplari.
Della prima classe furono creati 4 modelli fra il 1942 e il 1944: l'U-792 e l'U-793 furono costruiti dalla società Blohm & Voss di Amburgo, mentre l'U-794 e l'U-795 dalla società Krupp Germaniawerft AG di Kiel.
Della seconda classe furono creati 3 modelli fra il 1943 e il 1944: l'U-1405, l'U-1406 e l'U1407 furono tutti costruiti dalla società Blohm & Voss di Amburgo.